# Souprosse
Souprosse (okzitanisch: Sopròssa) ist eine französische Gemeinde mit 1.131 Einwohnern (Stand: 1. Januar 2022) im Département Landes in der Region Nouvelle-Aquitaine. Sie gehört zum Arrondissement Dax und zum Kanton Pays Morcenais Tarusate. 

## Geographie
Die Gemeinde Souprosse liegt zwischen den Landes de Gascogne im Norden und der Chalosse im Süden, 23 Kilometer südwestlich von Mont-de-Marsan und etwa 29 Kilometer ostnordöstlich von Dax. Der Fluss Adour begrenzt die Gemeinde im Süden. Umgeben wird Souprosse von den Nachbargemeinden Meilhan im Norden, Le Leuy im Nordosten, Lamothe im Osten, Cauna im Osten und Südosten, Toulouzette im Südosten und Süden, Nerbis im Süden, Mugron im Süden und Südwesten, Gouts im Westen sowie Tartas im Westen und Nordwesten.

## Bevölkerungsentwicklung
| Jahr                       | 1962 | 1968 | 1975 | 1982 | 1990 | 1999 | 2006 | 2013 | 2021 |
| -------------------------- | ---- | ---- | ---- | ---- | ---- | ---- | ---- | ---- | ---- |
| Einwohner                  | 1236 | 1176 | 1116 | 1148 | 1119 | 1068 | 1036 | 1079 | 1128 |
| Quellen: Cassini und INSEE |      |      |      |      |      |      |      |      |      |

## Sehenswürdigkeiten
- Kirche Saint-Pierre in Souprosse
- Kirche Saint-Étienne in Souprosse
- Kirche Notre-Dame in Goudosse
- ehemaliges öffentliches Waschhaus (Lavoir)

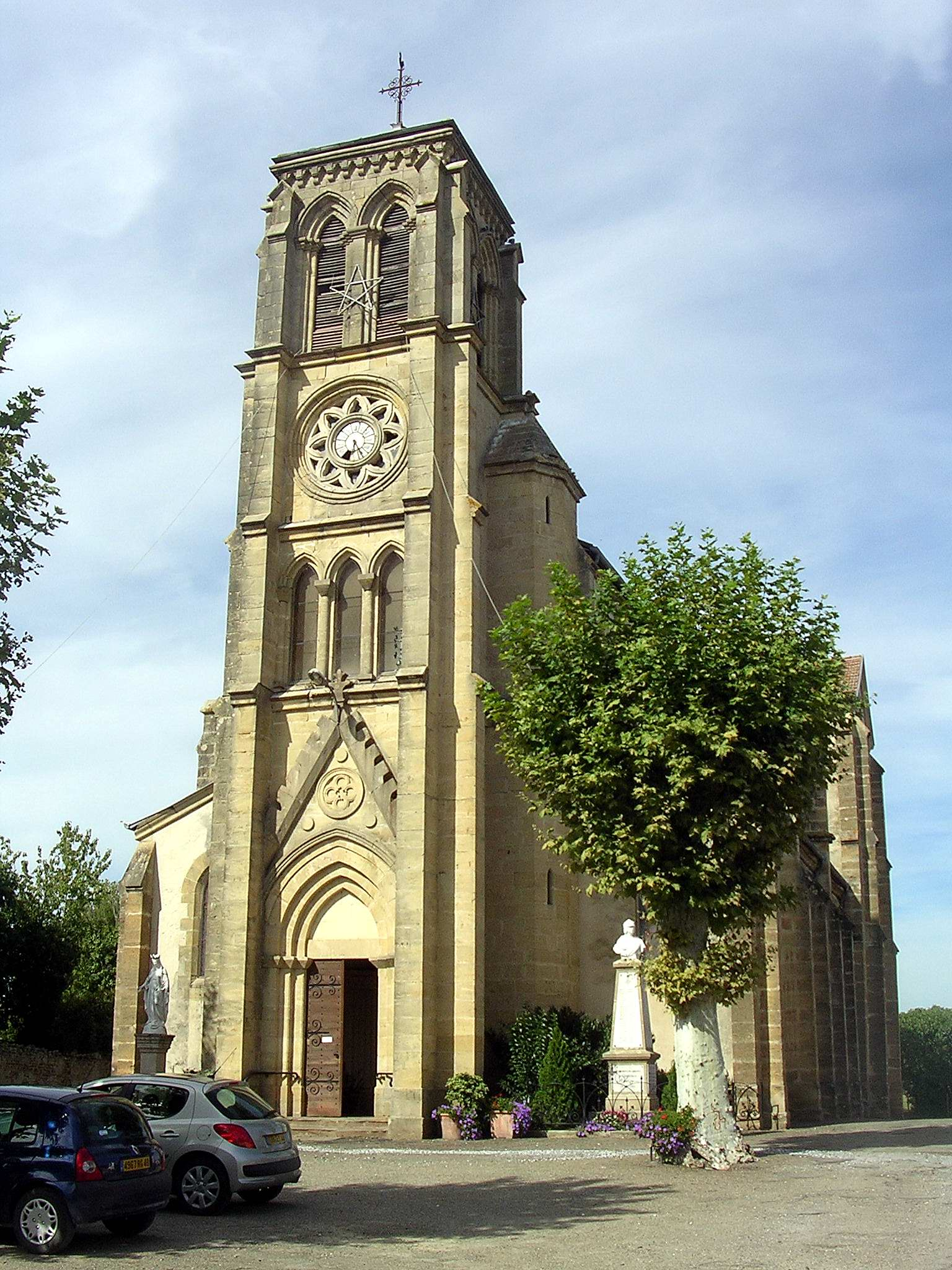
Kirche Saint-Pierre
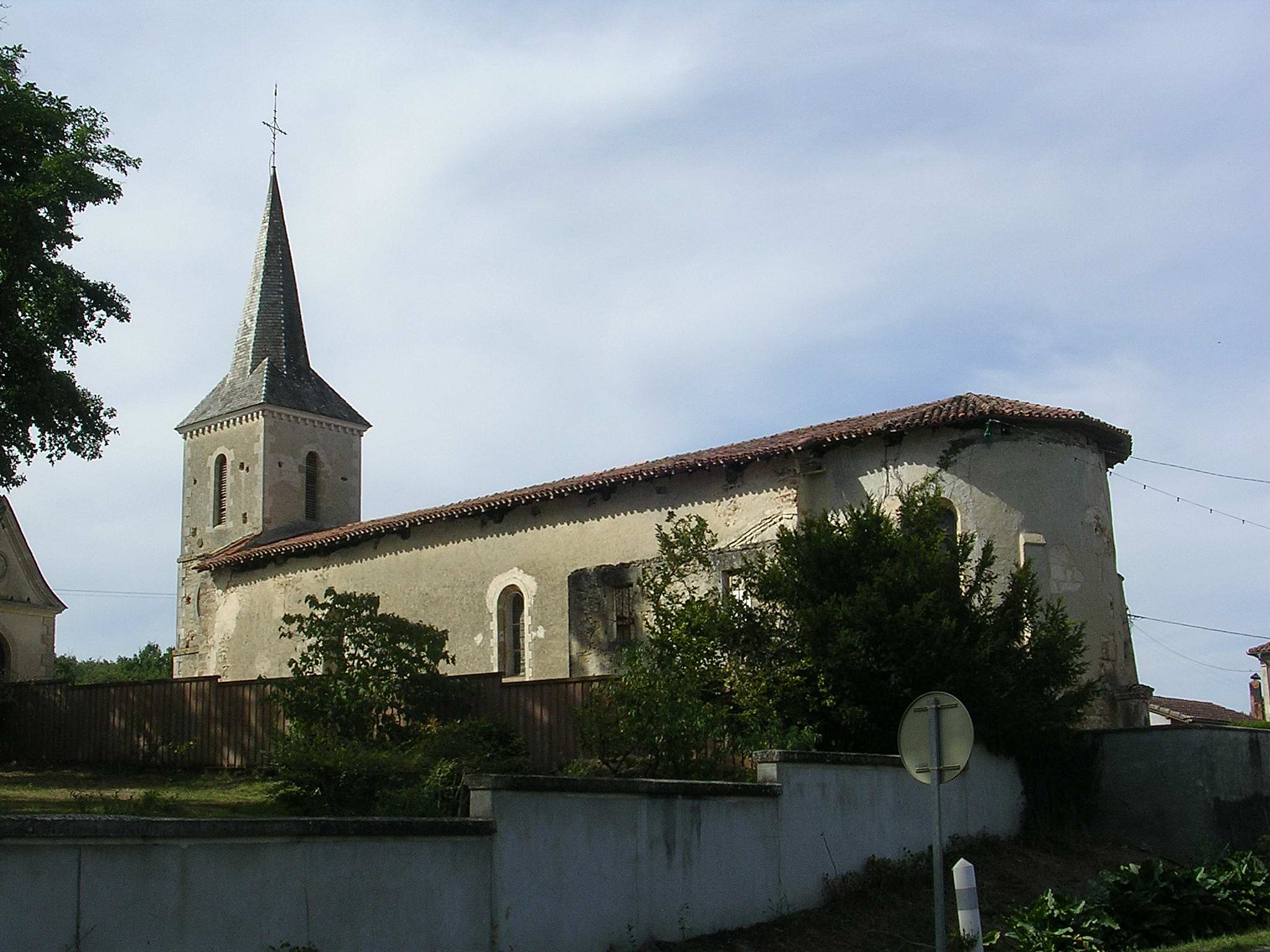
Kirche Saint-Étienne
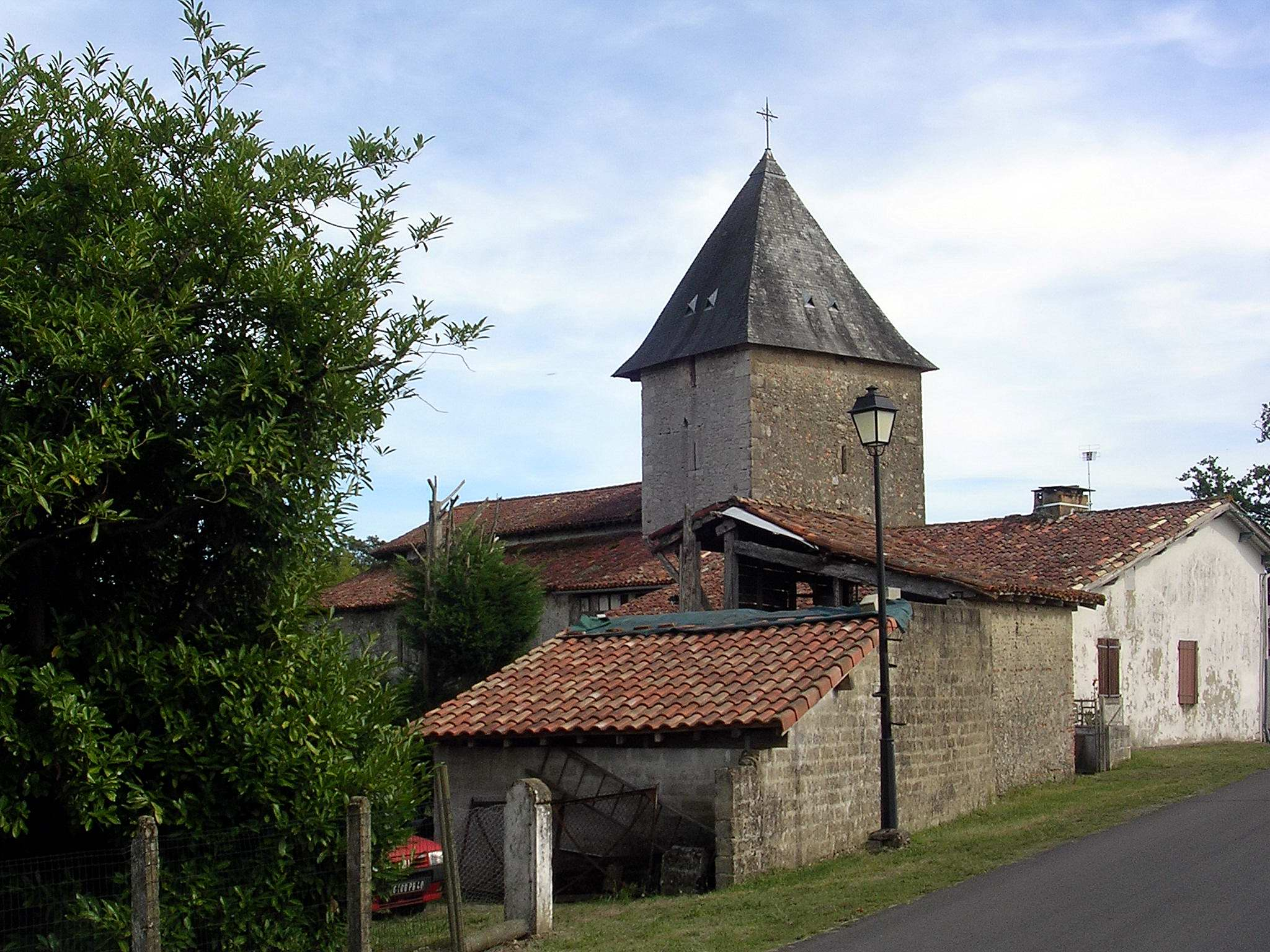
Kirche Notre-Dame
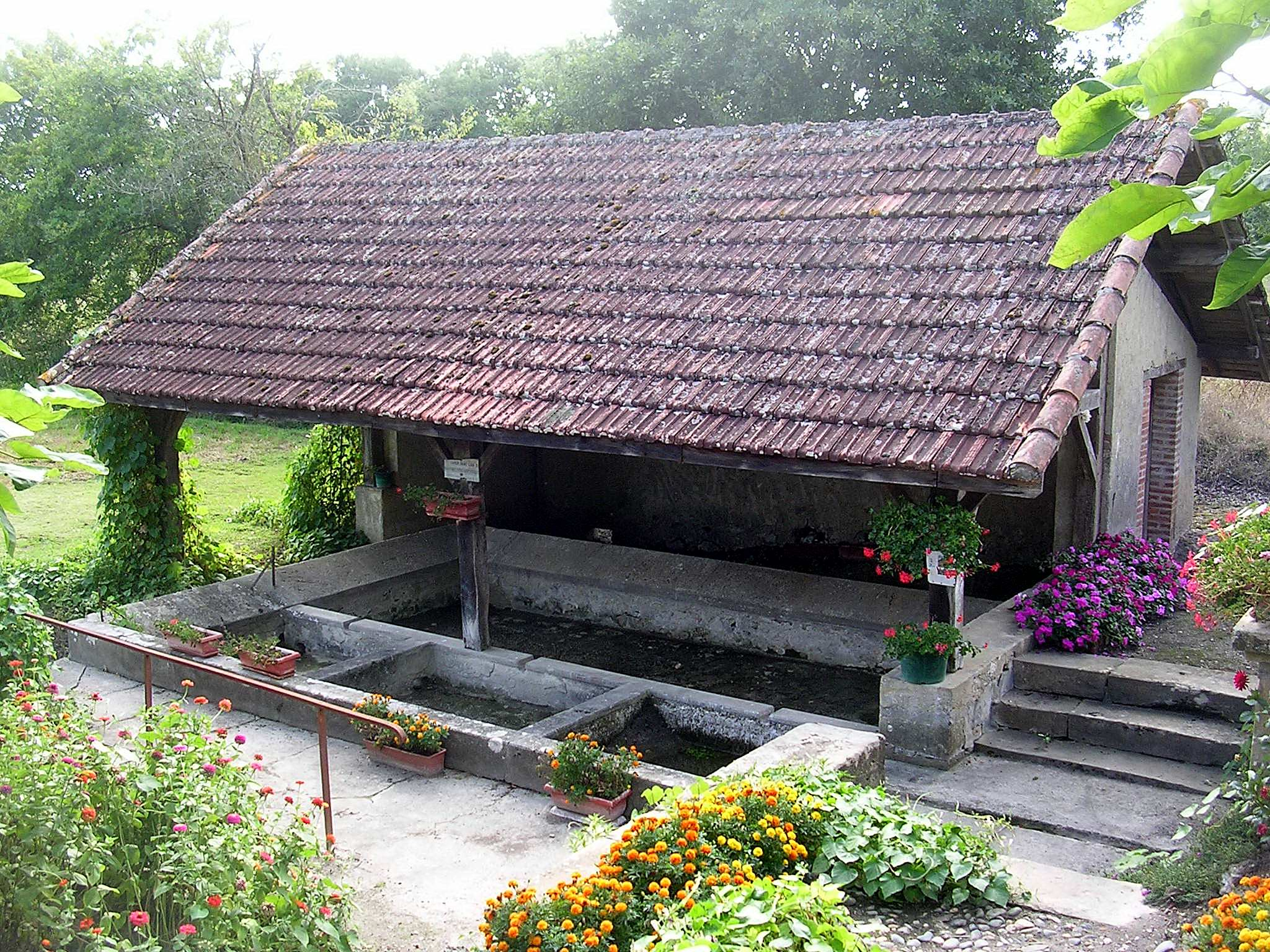
Lavoir

## Gemeindepartnerschaft
Mit der französischen Gemeinde Hagenthal-le-Bas im Département Haut-Rhin (Elsass) besteht eine Partnerschaft.